# Portier
En portier er en receptions servicearbejder, der modtager gæster. Det kan for eksempel ved hotel, klub, natklub eller restaurant, eller ved indgangen til bank, kontorbygning eller konference-center.
Stillingen kan også betegnes som: receptionist, receptionsassistent eller natportier.
Stillingen beskrives som opgaver med at tjekke gæster ind og ud af hoteller. Ved møder eller konferencer sørge for, at lokalerne er klar til deltagerne. Tage imod telefonopkald og andre henvendelser på for eksempel E-mail, og holder styr på bookinger gennem brug af it-systemer.